# 數字化生存
《數字化生存》（英語：Being Digital）是由美國計算機科學家尼古拉斯·尼葛洛龐帝撰寫的一部著作，最早在1995年出版。该书主要闡述數字科技對未來生活、工作、教育的影響，書中其中一句名言是“预测未来的最好办法就是把它创造出来”。该书的主旨是随着生活环境的数字化，人类的生活、思想方式也会随之改变。